# Sainte-Marie-de-Gosse
Sainte-Marie-de-Gosse is een gemeente in het Franse departement Landes (regio Nouvelle-Aquitaine). De plaats maakt deel uit van het arrondissement Dax. Sainte-Marie-de-Gosse telde op 1 januari 2022 1.228 inwoners.

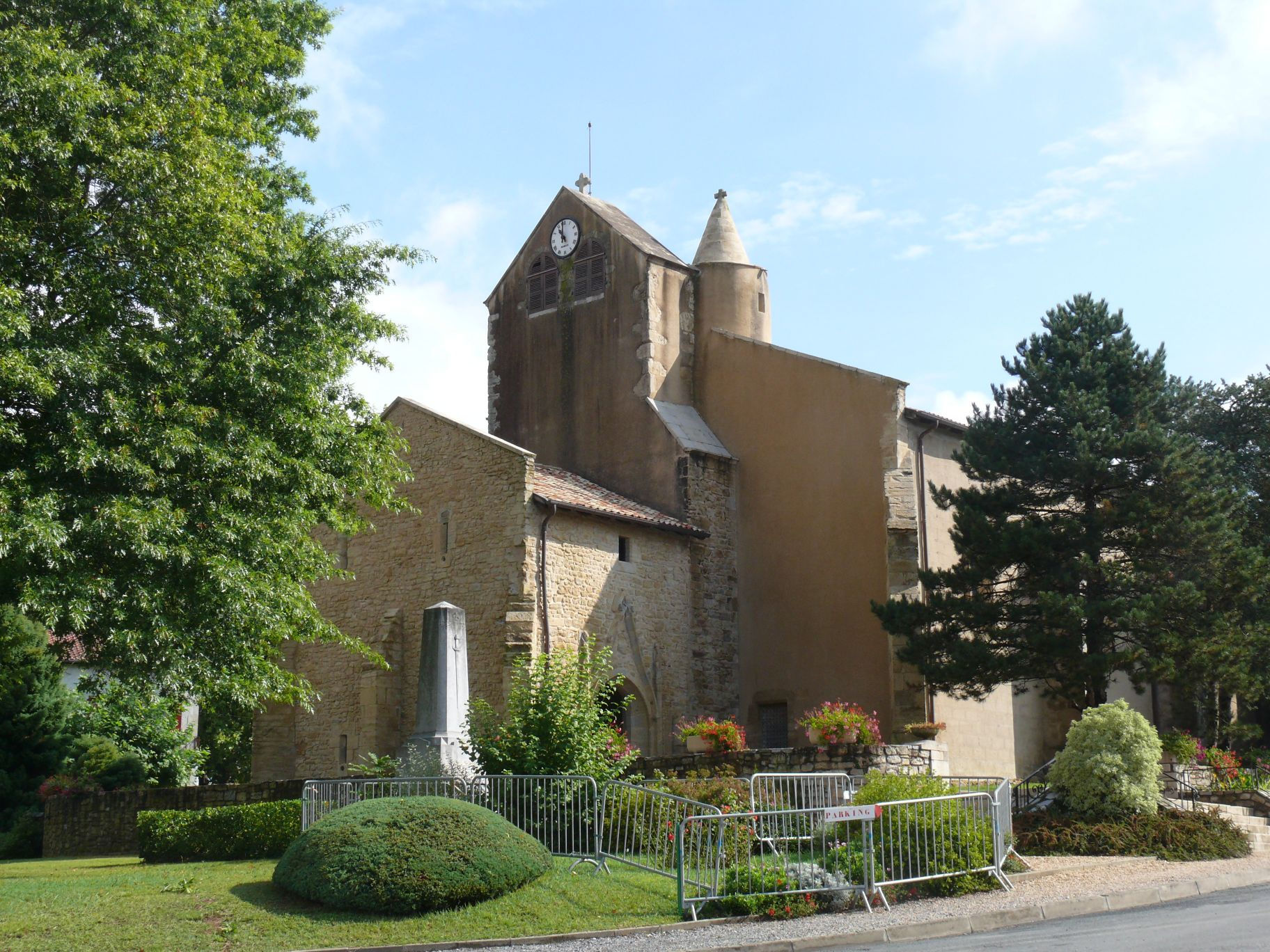
Kerk van Sainte-Marie-de-Gosse
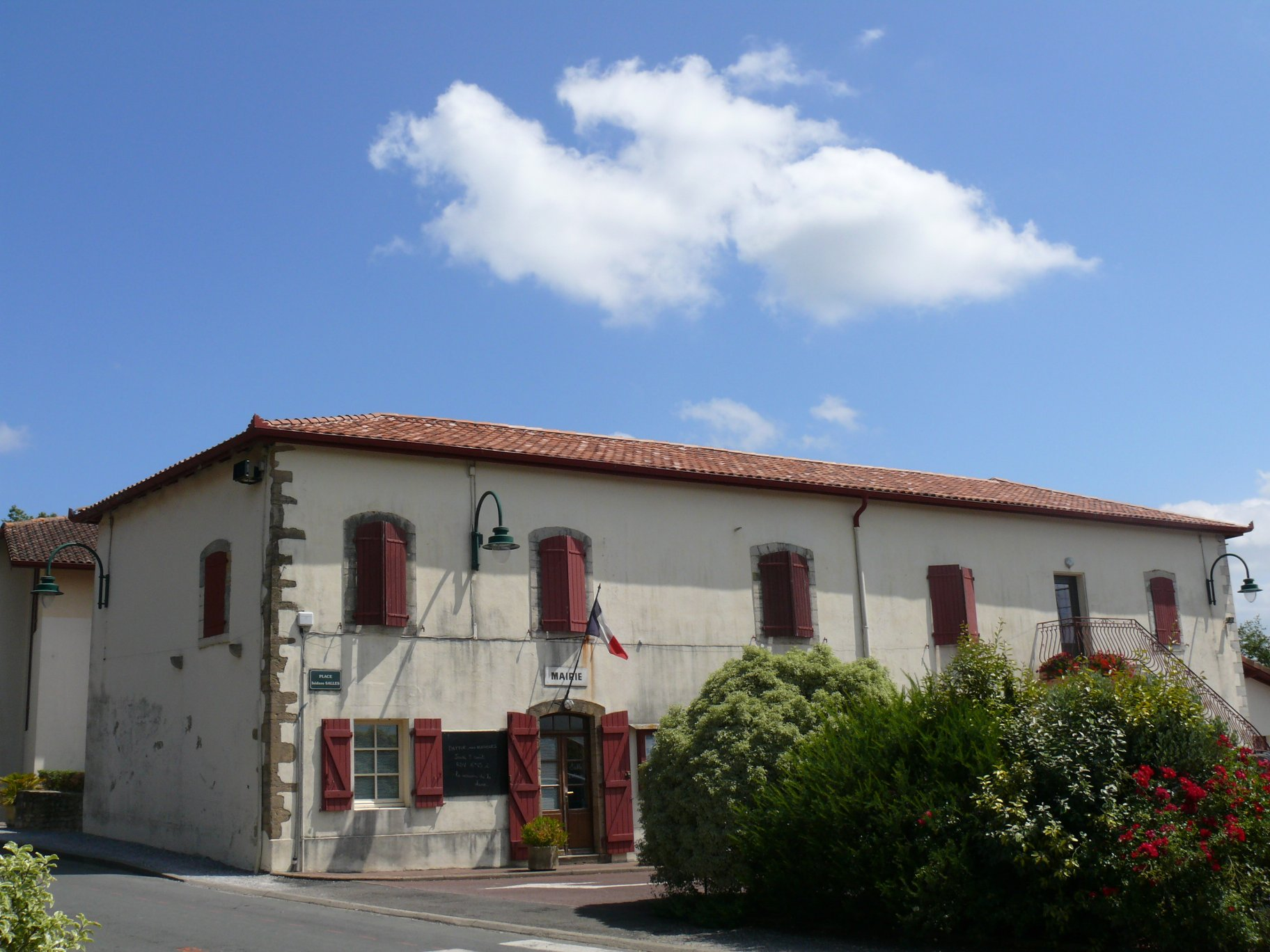
Gemeentehuis

## Geografie
De oppervlakte van Sainte-Marie-de-Gosse bedroeg op 1 januari 2022 26,54 vierkante kilometer; de bevolkingsdichtheid was toen 46,3 inwoners per km².

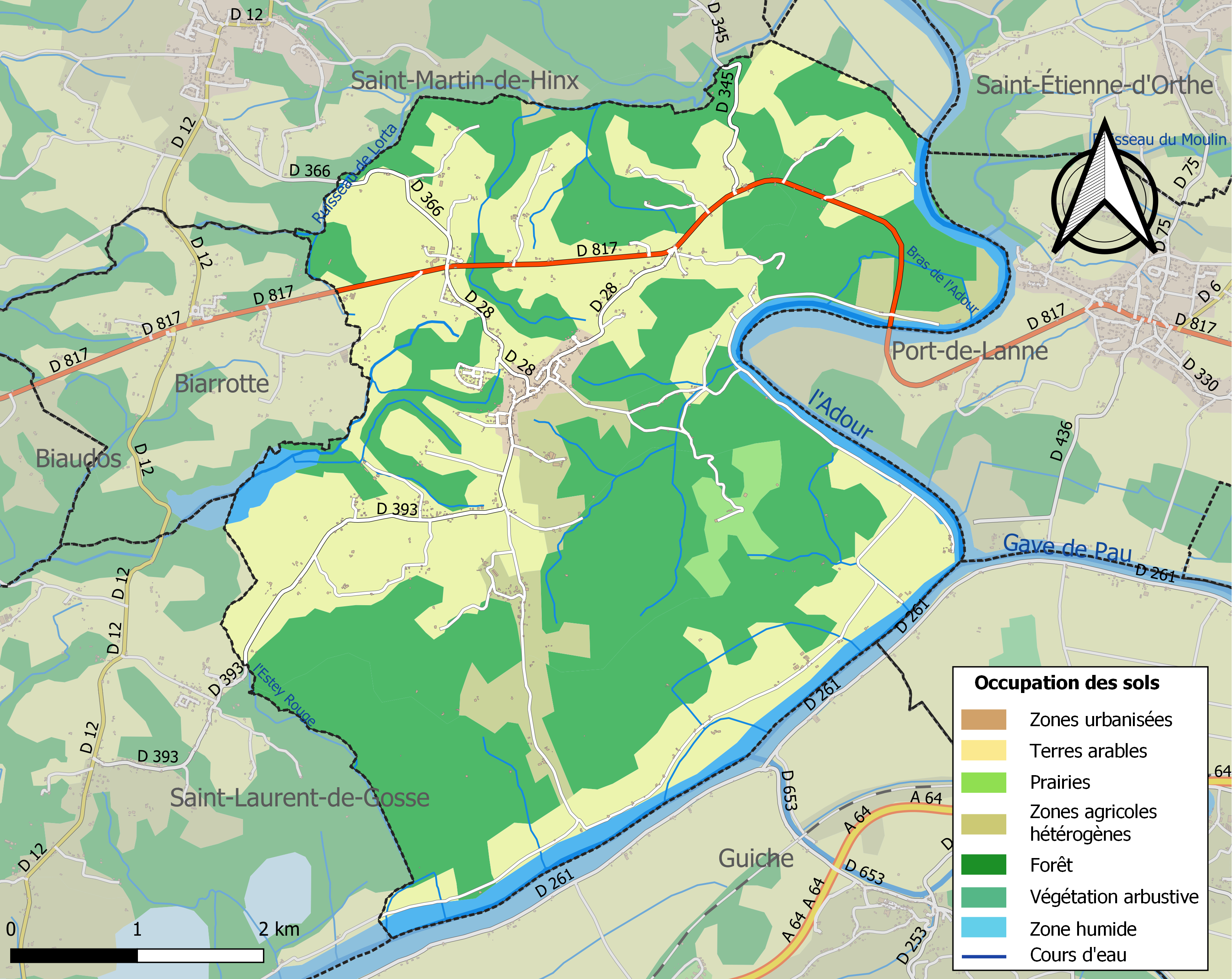
Kaart van de gemeente met de belangrijkste infrastructuur, bodemgebruik en omliggende gemeenten

## Demografie
Onderstaande figuur toont het verloop van het inwonertal (bron: INSEE-tellingen).